# Осторожный (фрегат, 1774)
«Осторожный» («Восьмой») — парусный 44-пушечный фрегат Черноморского флота Российской империи.

## Описание судна
Парусный деревянный фрегат. Длина фрегата по сведениям из различных источников составляла 39 метров, ширина от 10,2 до 10,5 метра, а осадка от 3,6 метра. Вооружение судна состояло из 28-ми 12-фунтовых, двенадцати 6-фунтовых и четырёх 3-фунтовых орудий.

## История службы
Фрегат «Осторожный» был заложен на Новохопёрской верфи и после спуска на воду в 1778 году вошел в состав Азовского флота под именем «Восьмой», с мая 1783 года перешел с состав Черноморского Флота, а 18 мая переименован в «Осторожный».
В 1779 год перешел с Дона в Таганрог, после чего в Керчь. C 1780 по 1782 год выходил в плавания к берегам Крыма. C 17 ноября 1782 года вместе с фрегатом «Одиннадцатый» стоял на зимовке в Ахтиарской бухте. Команды кораблей построили на берегу казармы и начали проводить промеры глубин, составлять описания и карты побережья с целью дальнейшего постоянного базирования здесь кораблей военного флота России. 2 мая 1783 года торжественно встречал эскадру вице-адмирала Ф. А. Клокачева, входящую в Ахтиарскую бухту. Летом 1783 года вышел в крейсерство к берегам Крыма.
В 1784 году вновь находился на стоянке в Ахтиарской бухте. В составе эскадры находился в практическом плавании в Чёрном море в 1785 году. С 1786 года поставлен на стоянку в Севастополь, поскольку был признан негодным для плаваний. 22 мая 1787 года, стоя на рейде, участвовал в смотре Черноморского флота императрицей Екатериной II.
С началом русско-турецкой войны поставлен у входа в Севастопольскую бухту в качестве батареи.
После 1790 года фрегат «Осторожный» разобран.